# Albertyn (moneta)
Albertyn (łac. albertus) – złota moneta o wartości ⅔ dukata wprowadzona w 1599 r. w Niderlandach Hiszpańskich przez Alberta i Elżbietę. Albertyn miał masę 2,929 grama i zawierał 2,318 grama czystego złota. Na awersie umieszczono ukoronowaną tarczę herbową, zaś na rewersie krzyż św. Andrzeja otoczony łańcuszkiem Złotego Runa.